# Demy de Zeeuw
Demy de Zeeuw (Apeldroon, 1983. május 26. –) holland válogatott labdarúgó. A középpálya védelmét látja el. Profi karrierje óta már több klubban is játszott. Első három alkalommal Hollandiában. Első klubja a Go Ahead Eagles volt, ezután az AZ csapatát erősítette. 2009-től 2011-ig pedig az amszterdami AFC Ajax csapatának volt a tagja.  Az orosz Szpartak Moszkva labdarúgócsapatának a játékosa volt, majd a belga RSC Anderlecht csapatánál játszott kölcsönben.

## Pályafutása

### Go Ahead Eagles
De Zeeuw a szülővárosában Apeldoorn-ban, a WSV Apeldoorn labdarúgócsapatában kezdte el fiatalkori pályafutását. 12 éves korig játszott ebben a csapatban. Utána átment a városi rivális AGOVV Apeldroon csapatához játszani. Öt évig volt a csapat tagja. 2000-ben pedig átigazolt a deventeri Go Ahead Eagles csapatához, ahol elkezdődött a profi pályafutása. A 2001-02-es szezonban három bajnoki mérkőzésen lépett pályára. Egészen 2005-ig volt a csapat tagja és ezalatt 65 mérkőzésen lépett pályára, amiken összesen 7 gólt szerzett. A 2004-05-ös szezonban már ő volt az egyik legfontosabb játékosa a klubnak. Ekkor figyelt fel a teljesítményére egy Eredivisieben szereplő klub, az AZ miután 2005 nyarán nagyon jó teljesítményt nyújtott ellenük egy barátságos mérkőzésen. Az AZ vezetőedzője, Louis van Gaal-t lenyűgözte a játékos játéka és 100.000 € fejében le is igazolták.

### AZ Alkmaar
A klub 4 éves szerződést kötött vele 2005 nyarán. Az első szezonban 26 mérkőzésen lépett pályára. Ennek következtében 2006 májusában egy új szerződést kínált neki a csapat, 2010-ig. A következő szezonban olyan jól játszott az AZ csapatában, hogy sikerült még a Holland labdarúgó-válogatottban is debütálnia. Mivel az akkori szövetségi kapitánynak, Marco van Basten-nek is megtetszett a játéka. 2007 májusában az AZ ismét meghosszabbította a szerződését. A 2007-08-as szezonban az AZ-nak sikerült minden elvárásnak megfelelnie. A bajnokság kezdete előtt a csapatra mindenki úgy tekintett, mint a bajnoki cím egyik titkos esélyesére. De a szezon felénél minden esély a bajnoki címre elszállt. De Zeeuw úgy fejezte be ezt a szezont, mint "egy hatalmas csalódás." A csapat edzője, Van Gaal úgy vélte, hogy a De Zeeuw szerepét a csapatban meg kell változtatni. Az AZ a szezont, a csalódást keltő 11. helyen fejezte be.
A 2008-as labdarúgó Európa-bajnokság után olyan híreket lehetett hallani, hogy az AFC Ajax csapata - amelyet akkor vett át Marco van Basten – le szeretné őt igazolni. De a lépés nem valósult meg. Majd ugyanezen a nyáron De Zeeuw majdnem átigazolt a német HSV Hamburg csapatához. A német csapat az átigazolási időszak utolsó napján jelentkezett érte. A két klub meg is állapodott egymás között az összegről. De mivel a hamburgi csapat már nem tudta volna De Zeeuw-ot regisztrálni a Német labdarúgó-szövetségnél a következő szezonra, így az átigazolás ismét elmaradt. De Zeeuw a 2008-09-es szezon elején visszaverekedte magát a kezdő tizenegybe. Pontosabban a szezon harmadik fordulójában, amikor az AZ 1:0-ra legyőzte a PSV Eindhoven csapatát. Az AZ egyetlen mérkőzést sem veszített el a szezon első felében. A téli szünetben pedig újra bejelentkezett a csapatnál a HSV Hamburg csapata De Zeeuw-ért. De ekkor az alkmaari csapat kijelentette, hogy a szezon felénél nem engedik el a játékost.
2009 tavaszán az AZ felkínált De Zeeuw-nek ismét egy meghosszabbított szerződését, ezúttal 2011-ig. Ezúttal azonban a játékos elutasította a javaslatot. A szezon végén, 28 évesen a játékos megünnepelte a csapattal az első bajnoki győzelmét. A siker miatt több klubcsapat is felfigyelt De Zeeuw játékára és többen is szerették volna őt leigazolni. Többek között a HSV Hamburg és az AFC Ajax csapata is a kérők között voltak. De Zeeuw kijelentette, hogy az amszterdami klubba szeretne átigazolni. Abba a csapatba amit akkor nyáron vett át a HSV Hamburg korábbi edzője, Martin Jol. Az AZ először úgy nyilatkozott, hogy nem kívánják De Zeeuw-t olyan klubnak eladni amelyik a bajnokságban az ellenfelük. De végül 2009. július 24-én létrejött az üzlet. Az AFC Ajax csapata 6.000.000 €-ért igazolta le a holland középpályást.

### AFC Ajax
De Zeeuw 4 évre, 2013-ig kötött szerződést az amszterdami együttessel. Első mérkőzését az Ajax szurkolók előtt az Amsterdam Tournament-en játszhatta le az Atlético de Madrid ellen 2009 júliusában. Az első bajnoki mérkőzését az új csapatában 2009. augusztus 2-án játszhatta le. Ezen a mérkőzésen 2:0-ra győzték le az FC Groningen csapatát, idegenben. De Zeeuw első gólját 2009. szeptember 27-én lőtte be. Ekkor az AFC Ajax 3:0-ra győzte le az ADO Den Haag csapatát az Amszterdam Amszterdam Arenában. Nagyjából egy hónappal később, november 1-jén megszerezte első dupláját is a csapat legnagyobb riválisa, a Feyenoord Rotterdam csapata ellen. Ezen a mérkőzésen, a hazai pályán játszó Ajax 5:1-re verte el a legősibb riválisát. Ezt a szezont végül csak a második helyen fejezte be az AFC Ajax. De Zeeuw-nak viszont sikerült elnyernie az első szezonjában a csapattal a Holland-kupát. Ebben a szezonban 29 bajnoki mérkőzésen lépett pályára és 6 gólt szerzett. Összesen pedig 40 mérkőzés és 10 gól volt a mérlege.
A 2010-11-es szezonban is megtartotta helyét a kezdőcsapatban. A nyáron a PAOK Szaloniki és a Dinamo Kijev kiejtésével feljutott a csapattal a Bajnokok Ligája főtáblájára. Első gólját október 19-én a BL csoportkör 3. fordulójában sikerült megszereznie az AJ Auxerre csapata ellen 2:1-re megnyert mérkőzésen. Miután decemberben Frank de Boer átvette a csapat irányítását és kicsit változtatott a játékstíluson, De Zeeuw játéka is jobb lett. Rögtön az első mérkőzésen - ahol már De Boer ült az edzői székben - be is talált. Ez a BL utolsó csoportmérkőzése volt, amit az Ajax idegenben simán megnyert az AC Milan ellen 2:0-ra. A téli szünet után ki kellett hagynia pár mérkőzést mivel még mindig érezte a vb-elődöntőben kapott rúgás utóhatásait és nem volt jó formában. Március 6-án újra kezdőként lépett pályára régi csapata, az AZ ellen. Ezt a mérkőzést elég könnyen nyerte meg 4:0-ra az Ajax hazai pályán. De Zeeuw is lőtt gólt és őt választották a "Mérkőzés emberének". A következő 2 hónapban olyan jól alakultak a mérkőzések, hogy az utolsó fordulóban a bajnoki címet is elnyerték. Előtte egy héttel május 8-án a kupadöntőt még elvesztették a Twente ellen 3:2-re. Ezt a mérkőzést Demy góljával kezdte az Ajax. Május 15-én az Arena-ban viszont legyőzték a Twente csapatát 3:1-re és ezzel De Zeeuw megnyerte második Eredivisie-csapatával is a bajnoki címet. Végül elég sok huzavona után a szezon végeztével De Zeeuw átigazolt az orosz bajnokságba a Szpartak Moszkvához, mivel Amszterdamban már nem volt annyira biztos helye a kezdőben.

### Szpartak Moszkva
2011 júliusának elején kötötte meg a 3 éves szerződést Demy de Zeeuw és az orosz klub, körülbelül 7-8 millióért igazolták le a holland játékost az Ajax-tól. Augusztus 7-én debütált az orosz Premjer-ligában, a Terek Groznyij ellen 4:2-re megnyert idegenbeli mérkőzésen. Első nemzetközi mérkőzésére moszkvai játékosként augusztus 18-án került sor az EL utolsó selejtezőkörében. A Legia Warsawa otthonában a mérkőzés 2:2-vel zárult. Első találatát szeptember 18-án egy hazai bajnoki mérkőzésen szerezte a Krilja Szovetov csapata ellen. Egészen október 23-ig majdnem minden bajnoki mérkőzésen pályára lépett. Ekkor a Tom Tomsk csapatát fogadták és győzték le 4:0-ra. Ezek után több hónapig nem lépett pályára. A keretben bent maradt de nem kapott lehetőséget. A következő mérkőzésére március 19-ig kellett várnia. A szintén moszkvai CSZKA csapatát fogadták és ezen a mérkőzésen lépett újra pályára. Ezek után még két lehetőséget kapott a szezonban. Végül az ezüstérmet szerezték meg ebben a szezonban. 2013-ban kölcsönadták az Anderlecht csapatának ott játszott, amíg szerződése 2014-ben le nem járt és a NAC Breda csapatához került majd lépett utoljára pályára 2015.05.31-én.

### Válogatott
2006-ban tagja volt az U-21-es labdarúgó Európa-bajnokságot nyerő Holland-válogatottnak. De Zeeuw a Holland-válogatotton kívül a Holland Antillák-válogatottjának csapatában is pályára léphetne.
A válogatottban általában védekező középpályásként lép pályára. A csapatban viszont több játékossal is meg kell küzdenie a helyért. Mark van Bommel, Orlando Engelaar és Nigel de Jong is ezen a poszton játszik. 2007. március 27-én debütált a nemzeti tizenegyben Szlovénia ellen a 2008-as labdarúgó Európa-bajnokság selejtező mérkőzésén.
A 2008-as labdarúgó Európa-bajnokság selejtezőin Bulgária és Albánia ellen kezdőként lépett pályára. Az Európa-bajnokságon abban reménykedett, hogy jól fog teljesíteni és így felfigyel rá több klub és eligazolhat az AZ csapatától. De csak Románia ellen lépett pályára a csoportmérkőzéseken.

#### 2010-es labdarúgó világbajnokság
De Zeeuw szerepelt a Holland-válogatott azon előzetes keretében amelyikben a 2010-es Dél-Afrikai vb-re utazó játékosok voltak. 2010. május 27-én a szövetségi kapitány, Bert van Marwijk kihirdette a végleges 23 fős keretet és ebben is szerepelt. A tornán először Dánia ellen lépett pályára csereként. Viszont az Uruguay elleni elődöntőben már kezdőként lépett pályára. De azon a mérkőzésen még az első félidőben le kellett cserélni, mivel sérülést szenvedett. Az uruguayi Martin Cáceres fejberúgta az uruguayi tizenhatosnál.
Ezek után a mai napig nem kapott újabb játéklehetőséget az Oranje-ben.

## Statisztika
2012. augusztus 18.
| Teljesítmény klubjában | Teljesítmény klubjában | Teljesítmény klubjában | Bajnokság | Bajnokság | Kupa                | Kupa                | Nemzetközi | Nemzetközi | Összesen | Összesen |
| Szezon                 | Klub                   | Bajnokság              | Mérk.     | Gól       | Mérk.               | Gól                 | Mérk.      | Gól        | Mérk.    | Gól      |
| Hollandia              | Hollandia              | Hollandia              | Bajnokság | Bajnokság | KNVB Cup            | KNVB Cup            | Európa     | Európa     | Összesen | Összesen |
| ---------------------- | ---------------------- | ---------------------- | --------- | --------- | ------------------- | ------------------- | ---------- | ---------- | -------- | -------- |
| 2001–02                | Go Ahead Eagles        | Eerste Divisie         | 3         | 0         | –                   | –                   | –          | –          | 3        | 0        |
| 2002–03                | Go Ahead Eagles        | Eerste Divisie         | 10        | 1         | –                   | –                   | –          | –          | 10       | 1        |
| 2003–04                | Go Ahead Eagles        | Eerste Divisie         | 18        | 3         | –                   | –                   | –          | –          | 18       | 3        |
| 2004–05                | Go Ahead Eagles        | Eerste Divisie         | 34        | 3         | –                   | –                   | –          | –          | 34       | 3        |
| 2005–06                | AZ                     | Eredivisie             | 26        | 1         | 3                   | 0                   | 4          | 0          | 33       | 1        |
| 2006–07                | AZ                     | Eredivisie             | 32        | 5         | 6                   | 2                   | 11         | 2          | 49       | 9        |
| 2007–08                | AZ                     | Eredivisie             | 31        | 6         | 1                   | 0                   | 5          | 1          | 37       | 7        |
| 2008–09                | AZ                     | Eredivisie             | 30        | 3         | 4                   | 0                   | –          | –          | 34       | 3        |
| 2009–10                | AFC Ajax               | Eredivisie             | 32        | 7         | 6                   | 3                   | 10         | 1          | 48       | 11       |
| 2010–11                | AFC Ajax               | Eredivisie             | 27        | 1         | 6                   | 2                   | 13         | 2          | 46       | 5        |
| Oroszország            | Oroszország            | Oroszország            | Bajnokság | Bajnokság | Orosz labdarúgókupa | Orosz labdarúgókupa | Európa     | Európa     | Összesen | Összesen |
| 2011–12                | Szpartak Moszkva       | Premjer-Liga           | 13        | 2         | 1                   | 0                   | 2          | 0          | 16       | 2        |
| 2012–13                | Szpartak Moszkva       | Premjer-Liga           | 4         | 0         | 0                   | 0                   | 0          | 0          | 4        | 0        |
| Karrierje összesen     | Karrierje összesen     | Karrierje összesen     | 260       | 32        | 27                  | 7                   | 45         | 6          | 332      | 45       |

## Sikerei, díjai

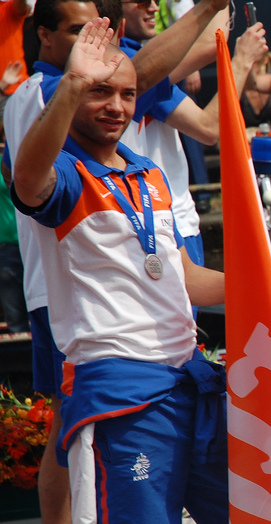
De Zeeuw a Holland-válogatottal.

### Klubsikerek
AZ
- Eredivisie (1x): 2008–09

Ajax
- Eredivisie (1x): 2010–11
- Holland-kupa (1x): 2009-10

### Válogatott sikerek
- Hollandia U21
  - 2006-os U21-es Labdarúgó Európa-bajnokság: 1. hely
- Hollandia
  - 2010-es Világbajnokság: 2. hely